# Visita de San Juan Bautista Londó
La Misión o "visita" de San Juan Bautista Londó también conocida como Londó de San Juan Bautista y como   San Juan de Londó, fue fundada por el sacerdote jesuita Eusebio Francisco Kino durante su corta estancia en la península de Baja California, el establecimiento misional estuvo ubicado a unas pocas leguas al norte de la Misión de Nuestra Señora de Loreto Conchó, ubicada en Loreto (Baja California Sur).

## Antecedentes
El 17 de enero de 1683, el Almirante Isidro de Atondo y Antillón acompañado por los S.J. Eusebio Francisco Kino, Matías Goñi y Juan Bautista Copart zarpó rumbo a la península de Baja California con la intención de fundar una misión en la Bahía de La Paz, como el ambiente les resultó hostil tuvieron que retornar a Sinaloa, de donde habían partido hacia la península. El Padre Kino se disgustó profundamente por la decepcionante conducta de los soldados hacia los nativos y por la decisión de los colonos de abandonar la incipiente colonia, decisión motivada por el miedo a los nativos y la escasez de provisiones.
En el otoño del mismo año 1683 regresó la expedición a la península, esta vez se dirigieron a un lugar al que los navegantes españoles llamaron San Bruno en donde fundaron la primera misión cerca de la actual ciudad de Loreto (Baja California Sur). En San Bruno los misioneros fueron bien recibidos por los nativos quienes les ayudaron a levantar una pequeña capilla e incipientes pies de casas.
Pero en San Bruno el sol evaporó el agua y secó las cosechas, el gran sueño se secó también y el Almirante Isidro de Atondo y Antillón en el otoño del año 1685 sometió a votación el abandono de aquella empresa californiana financiada por la Corona española. El Padre Kino se opuso pero en vano, se dieron órdenes de salvar cuanto pudiera regresar en los barcos, embarcaron y los tibios vientos alejaron las embarcaciones de las inhóspitas tierras de la península y el sueño de Kino de convertir a los nativos y crear un rosario de misiones en la península de Baja California llegó a su fin. Otros misioneros serían quienes con la cruz en la mano colonizarían la península.

## El padre misionero Juan María de Salvatierra arriba a la península
El 19 de octubre de 1697, un reducido grupo de valientes a las órdenes del padre superior Juan María de Salvatierra desembarcó de la galeota "Santa Elvira" en la bahía de San Dionisio en un lugar situado a 26° de latitud norte al que los nativos llamaban Conchó, que significa mangle colorado en lengua nativa, tomaron posesión del lugar que andando el tiempo se llamaría Real de Loreto. En los primeros días de su llegada los padres misioneros elevaron una carpa que servía como capilla, al frente de la cual colocaron una cruz de madera. El día 25 de octubre del mismo año, llevaron en procesión solemne la imagen de la Virgen de Nuestra Señora de Loreto, en ese ritmo de fe, proclamaron esa tierra como territorio español. Así comenzó a existir la Misión de Nuestra Señora de Loreto, misión que sería considerada "Cabeza y Madre de todas las Misiones de la Alta y Baja California".

## Construcción y fundación de la Misión de San Juan Bautista Londó
Se le atribuye al padre Kino el inicio de la construcción de la Misión de San Juan Bautista Londó en el año de 1683, pero no tuvo tiempo de verla terminada. En 1699 el padre Juan María de Salvatierra intentó reconstruir la misión, sin embargo, una rebelión de los nativos quienes intentaron quitarle la vida al padre misionero retrasó la labor evangelizadora, tiempo después, el misionero logró superar los conflictos y adoctrinar a casi todos los habitantes de la región, posteriormente el padre Salvatierra continuó con la reconstrucción de la misión, sin embargo, nunca fue terminada.
En la vida práctica o bajo la óptica de los padres misioneros, la misión fue siempre una "visita" o pequeña capilla dependiente de la Misión de Nuestra Señora de Loreto.

## Epílogo
La misión fue abandonada en el año de 1745. Unas pocas ruinas recuerdan al visitante la gesta de los primeros padres misioneros quienes con el poder de la palabra triunfaron en lugares donde la espada del conquistador no pudo entrar.